# Orobas

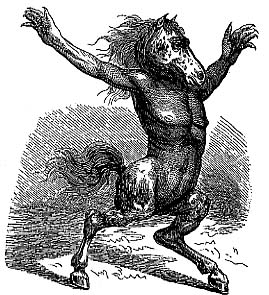
Imagem de uma xilogravura de Orobas.

Na demonologia, Orobas é um Poderoso Grande Príncipe do Inferno, tendo vinte legiões de demónios sob seu controle. Ele supostamente dá respostas verdadeiras sobre coisas passadas, sobre o presente e sobre o futuro, a divindade, e da criação do mundo. Ele também confere dignidade e prelazias e favorece amigos e inimigos. Orobas é fiel ao bruxo, não permite que qualquer espírito tente e não engana ninguém. Ele é descrito como um cavalo que se transforma em homem, sob o pedido do mágico.
O seu nome pode vir do latim orobias, um tipo de incenso.
Orobas é o septuagésimo oitavo Monster in My Pocket, ele é descrito no mesmo, como um "oráculo", em vez de um demônio.